# Затишанська селищна рада
Затиша́нська се́лищна ра́да — орган місцевого самоврядування Затишанської селищної громади в Роздільнянському районі Одеської області.

## Історія

### Рада як адміністративно-територіальна одиниця
Затишанська селищна рада утворена в 1964 році як орган місцевого самоврядування та адміністративно-територіальна одиниця Захарівського району Одеської області. Територія ради складала 110,74 км² населення — 4 454 особи (станом на 2001 рік). Селищній раді були підпорядковані смт Затишшя та села: Андрусова, Весела Балка, Гедеримове Перше, Дружелюбівка, Загір'я, Краснопіль, Нова Григорівка, Скинешори.
Після 8 вересня 2015 року, в рамках адміністративно-територіальної реформи  відповідно до Закону України «Про добровільне об'єднання територіальних громад» була утворена Затишанська селищна громада.
11 грудня 2016 року відбулися перші вибори до селищної ради Затишанської селищної територіальної громади, яка об'єднала 2 ради: Затишанську селищну та Торосівську сільську.
Відповідно до розпорядження КМУ № 623-р від 27 травня 2020 року «Про затвердження перспективного плану формування територій громад Одеської області» до складу Затишанської селищної громади після місцевих виборів 25 жовтня 2020 року приєдналася Перехрестівська сільська рада. 17 липня 2020 року Захарівський район був ліквідований і громаду підпорядкували до новоствореного Роздільнянського району.

## Склад ради
Рада складається з 21 депутатів та голови.
- Голова ради: Топольницький Геннадій Миколайович
- Секретар ради: Шарабаріна Ілона Сергіївна

### Керівний склад попередніх скликань
| Прізвище, ім'я, по батькові        | Основні відомості                                                       | Дата обрання | Дата звільнення |
| ---------------------------------- | ----------------------------------------------------------------------- | ------------ | --------------- |
| Топольницький Геннадій Миколайович | Селищний голова, 1961 року народження, освіта вища, позапартійний       | 25.10.2015   |                 |
| Шарабаріна Ілона Сергіївна         | Секретар селищной ради, 1991 року народження, освіта вища, позапартійна | 25.10.2015   |                 |

Примітка: таблиця складена за даними сайту Верховної Ради України

### Депутати
За результатами місцевих виборів 2015 року депутатами ради стали:

#### За суб'єктами висування
| Суб'єкт висування | Кількість обраних депутатів | %   |
| ----------------- | --------------------------- | --- |
|                   | 21                          | 100 |

#### За округами
| № округу | Прізвище, ім'я, по батькові   | Дата визнання обраним | Освіта             | Відомості про обраного депутата                                     |
| -------- | ----------------------------- | --------------------- | ------------------ | ------------------------------------------------------------------- |
| 1        | Южбабенко Валентина Пилипівна | 25.10.2015            | середня спеціальна | Затишанська амбулаторія, медична сестра                             |
| 2        | Спену Віктор Тихонович        | 25.10.2015            | середня технічна   | воєнізована охорона Одеської залізниці, м. Роздільня, охоронник     |
| 3        | Косюк Світлана Григорівна     | 25.10.2015            | вища               | Фрунзівське районне споживче товариство, голова правління           |
| 4        | Жеміло Валентина Павлівна     | 25.10.2015            | вища               | Фрунзівське районне споживче товариство, заступник голови правління |
| 5        | Клапатюк Валентіна Григорівна | 25.10.2015            | вища               | Затишанська селищна рада, заступник голови                          |
| 6        | Потапенко Тетяна Миколаївна   | 25.10.2015            | середня спеціальна | Затишанський НВК, секретар                                          |
| 7        | Фурдуй Олександр Вікторович   | 25.10.2015            | середня            | голова ФГ "Олвіно"                                                  |
| 8        | Шарабаріна Ілона Сергіївна    | 25.10.2015            | вища               | Затишанська селищна рада, секретар                                  |
| 9        | Мельцов Борис Іванович        | 25.10.2015            | середня            | підприємець, пенсіонер                                              |
| 10       | Кошелєва Тетяна Іванівна      | 25.10.2015            | середня спеціальна | пенсіонер                                                           |
| 11       | Готко Олександр Михайлович    | 25.10.2015            | середня спеціальна | Затишанська селищна рада, водій                                     |
| 12       | Чернецька Валентина Іванівна  | 25.10.2015            | середня спеціальна | пенсіонер                                                           |
| 13       | Кравченко Антоніна Миколаївна | 25.10.2015            | середня спеціальна | підприємець, пенсіонер                                              |
| 14       | Зварич Ярослав Валентинович   | 25.10.2015            | вища               | Затишанський НВК, вчитель                                           |
| 15       | Кульчицька Тетяна Вікторівна  | 25.10.2015            | середня спеціальна | ТОВ "Правда", продавець                                             |
| 16       | Хомяк Клавдія Василівна       | 25.10.2015            | середня спеціальна | Затишанський НВК, медична сестра дошкільного закладу                |
| 17       | Каблаш Любов Олексіївна       | 25.10.2015            | середня            | пенсіонер                                                           |
| 18       | Демитрашко Майя Миколаївна    | 25.10.2015            | середня спеціальна | безробітна                                                          |
| 19       | Віст Віктор Олександрович     | 25.10.2015            | середня спеціальна | Великомихайлівський держлісгосп, майстер лісу                       |
| 20       | Маняк Олександр Васильович    | 25.10.2015            | вища               | СФГ "Роксолана", робітник                                           |
| 21       | Сторожук Олена Олександрівна  | 25.10.2015            | середня            | підприємець                                                         |